# Vittorio Camarrone
Vittorio Camarrone ( 1923 ) es un agrónomo, y botánico italiano. Desarrolló actividades académicas en el Jardín Botánico de Palermo, de la Universidad de Palermo, siendo su director de 1971 a 1976.

## Algunas publicaciones
- f. Rappa, v. Camarrone. 1962. La classificazione naturale delle Mesembrianthemaceae. Lavori Istit. Bot. Giard. Col. Palermo 18: 11-32

- 1953. La nuova sistematica di Mesembrianthemum. Lavori Istit. Bot. Giard. Col. Palermo 14

### Libros
- v. Camarrone, f. Agnone. 1980. Su alcune cultivar americane di sorgo zuccherino sperimentate nell'Orto Botanico di Palermo. L'Industria Saccarifera Italiana, 73, 3, 61-70

## Honores
Fue elegido miembro de la:
- Concejo de Estudios de Malezas de Europa

- La abreviatura «Camarrone» se emplea para indicar a Vittorio Camarrone como autoridad en la descripción y clasificación científica de los vegetales.[3]